# Mittelmeer
Koordinaten: 35° 0′ 0″ N, 18° 0′ 0″ O
Das Mittelmeer (lateinisch Mare Mediterraneum), auch Mittelländisches Meer oder Europäisches Mittelmeer, im Römischen Reich Mare Nostrum („Unser Meer“) genannt, stellt ein Mittelmeer zwischen Europa, Afrika und Asien dar. Es kann als Nebenmeer des Atlantischen Ozeans aufgefasst werden beziehungsweise als Binnenmeer, da es mit der Straße von Gibraltar nur eine sehr schmale Verbindung zum Atlantik hat. Im Arabischen (البحر الأبيض DMG al-baḥr al-abyaḍ) und im Türkischen (Akdeniz) wird es auch als „Weißes Meer“ bezeichnet.
Zusammen mit den darin liegenden Inseln und den küstennahen Regionen Südeuropas, Vorderasiens und Nordafrikas bildet das Mittelmeer den Mittelmeerraum, der ein eigenes Klima (mediterranes Klima) hat und von einer eigenen Flora und Fauna geprägt ist.

## Geografie

### Überblick
Die Fläche des Mittelmeers beträgt etwa 2,5 Millionen km² und sein Volumen 4,3 Millionen km³. Im Calypsotief (westlich des Peloponnes) erreicht es eine maximale Tiefe von 5109 Metern. Die durchschnittliche Wassertiefe liegt bei rund 1430 Metern.

### Abgrenzung

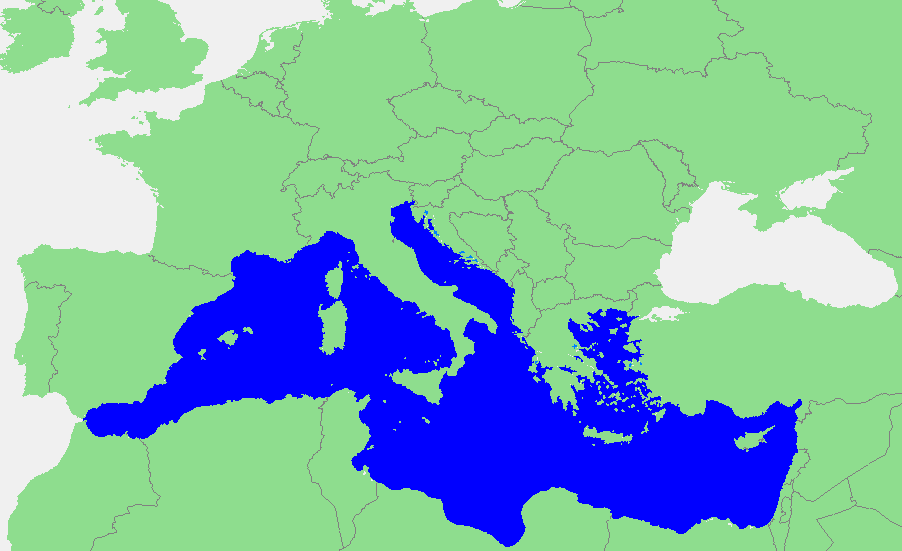
Grenzen des Mittelmeers

Das Europäische Mittelmeer liegt als am stärksten von Festländern umgebenes bzw. vom Ozean getrenntes Mittelmeer zwischen den drei Kontinenten Afrika, Europa und Asien. Es wird zu den Nebenmeeren des Atlantischen Ozeans gezählt.
Im Westen ist es durch die Straße von Gibraltar mit dem Atlantischen Ozean verbunden, im Nordosten über die Dardanellen, das Marmarameer und den Bosporus mit dem Schwarzen Meer und im Südosten über den Suezkanal (seit 1869) mit dem Roten Meer, einem Nebenmeer des Indischen Ozeans.

### Gliederung
Das Mittelmeer ist vor allem im Osten und Norden durch eigene Nebenmeere und Buchten stark untergliedert.
In der Tiefe gliedert sich das Meer in zwei charakteristische Becken, ein westliches und ein östliches, die durch die seismisch hochaktive Schwelle Tunesien–Italien getrennt sind. Hier zeichnet sich mit dem Tyrrhenischen Becken noch ein drittes, eigenständiges Becken ab.
Im Sinne der natürlichen Struktur wird das Mittelmeer in einen westlichen und einen östlichen Teil unterschieden:
| Westliches Mittelmeer - Alborán-Meer - Straße von Gibraltar - Balearen-Meer (im engeren Sinne auch Iberisches Meer) - Golf von Valencia - Sardisches Meer - Golfe du Lion - Ligurisches Meer - Golf von Genua - Tyrrhenisches Meer - Golf von Gaeta - Golf von Neapel - Golf von Salerno - Sizilisches Meer - Straße von Sizilien - Golf von Tunis | Östliches Mittelmeer - Adriatisches Meer (Adria) - Golf von Venedig - Golf von Triest - Kvarner-Bucht - Golf von Manfredonia - Drin-Golf - Straße von Otranto - Ionisches Meer - Golf von Tarent - Golf von Korinth - Golf von Patras - Straße von Messina - Libysches Meer - Golf von Gabès (Kleine Syrte) - Golf von Sidra (Große Syrte) | 0 - Ägäisches Meer (Ägäis) - Ikarisches Meer - Thrakisches Meer - Thermaischer Golf - Golf von Malia - Saronischer Golf - Myrtoisches Meer - Kretisches Meer - Karpathisches Meer - Marmarameer - Levantisches Meer - Kilikisches Meer - Golf von İskenderun - Golf von Antalya |

Seltener ist die Unterteilung in einen West-, Zentral- und Ostteil. In diesem Fall werden die Meeresgebiete rund um die Apenninhalbinsel zum zentralen Mittelmeer gerechnet:
Ligurisches Meer, Tyrrhenisches Meer, Straße von Sizilien, Golf von Gabès (Kleine Syrte), Ionisches Meer, Adriatisches Meer.

### Extrempunkte

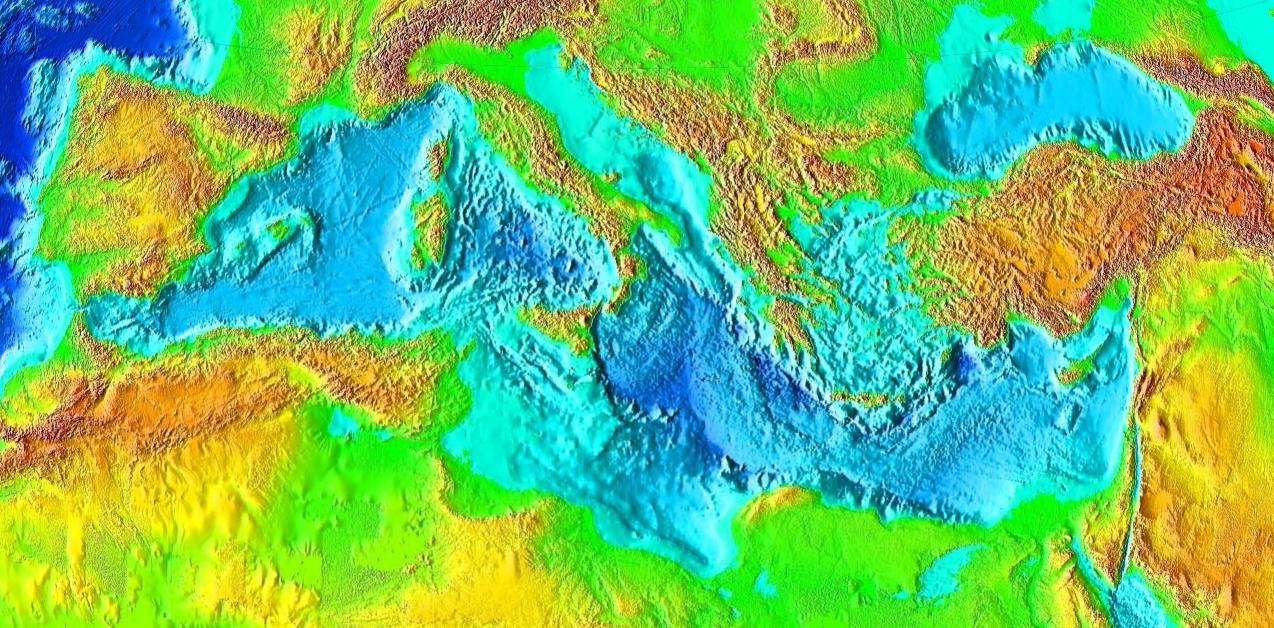
Reliefkarte des Mittelmeers

Der westlichste Punkt des Mittelmeeres befindet sich am Übergang des Alborán-Meeres in die Straße von Gibraltar, der östlichste Punkt liegt an der Küste des Golfs von İskenderun im Südosten der Türkei. Der nördlichste Punkt des Mittelmeeres liegt an der Küste des Golfs von Triest bei Monfalcone in Norditalien, während der südlichste Punkt an der Küste der Großen Syrte nahe dem libyschen Ort Al-Agheila liegt. Der tiefste Punkt ist das Calypsotief.

### Mittelmeerstaaten
Folgende Länder haben Anteil an der Mittelmeerküste (Aufzählung in der Reihenfolge, wie auf einer genordeten Karte im Uhrzeigersinn erscheinend, beginnend im Westnordwesten, auf ungefähr „10 Uhr“): Spanien, Frankreich, Monaco, Italien, Malta, Slowenien, Kroatien, Bosnien und Herzegowina, Montenegro, Albanien, Griechenland, die Türkei, Zypern, Syrien, Libanon, Israel, Ägypten, Libyen, Tunesien, Algerien und Marokko.
Gibraltar und die beiden Militärbasen Akrotiri und Dekelia auf Zypern sind britische Hoheitsgebiete, gehören aber offiziell nicht zum Vereinigten Königreich. Die Palästinensischen Autonomiegebiete haben mit dem Gazastreifen zwischen Israel und Ägypten Anteil an der Mittelmeerküste.
Beim Mittelmeer sind die beiden Begriffe Mittelmeerstaat und Mittelmeeranrainerstaat nahezu gleichbedeutend, da alle größeren Staaten des Mittelmeerraums zur Küste Zugang haben. Zu Ersteren gehören allerdings noch die europäischen Kleinstaaten Vatikanstadt und San Marino, und unter Umständen auch Andorra und Nordmazedonien.

### Inseln und Küsten
Im Mittelmeer liegen zahlreiche Inselgruppen sowie einzelne größere und kleinere Inseln. Die flächengrößte Insel ist Sizilien, gefolgt von Sardinien. Beide Inseln sind zugleich auch eigenständige Regionen Italiens. Weitere große Mittelmeerinseln sind – in absteigender Reihenfolge – Zypern, Korsika und Kreta. Zypern und Malta mit seinen Nachbarinseln sind die einzigen Inselstaaten des Mittelmeeres. Sizilien ist mit mehr als fünf Millionen Einwohnern mit Abstand auch die bevölkerungsreichste Mittelmeerinsel.

#### Bedeutende Inselgruppen

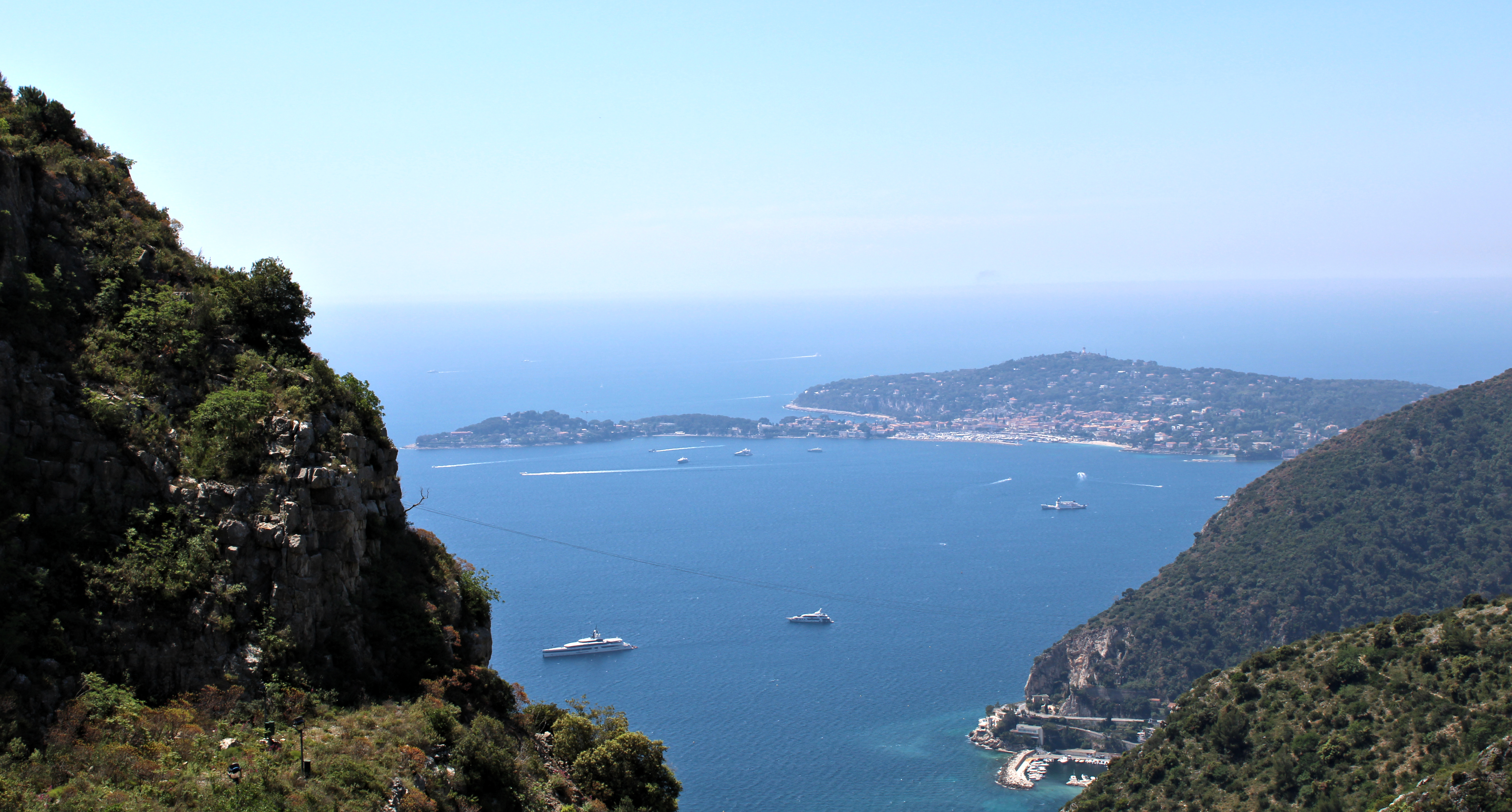
Cap Ferrat an der französischen Riviera

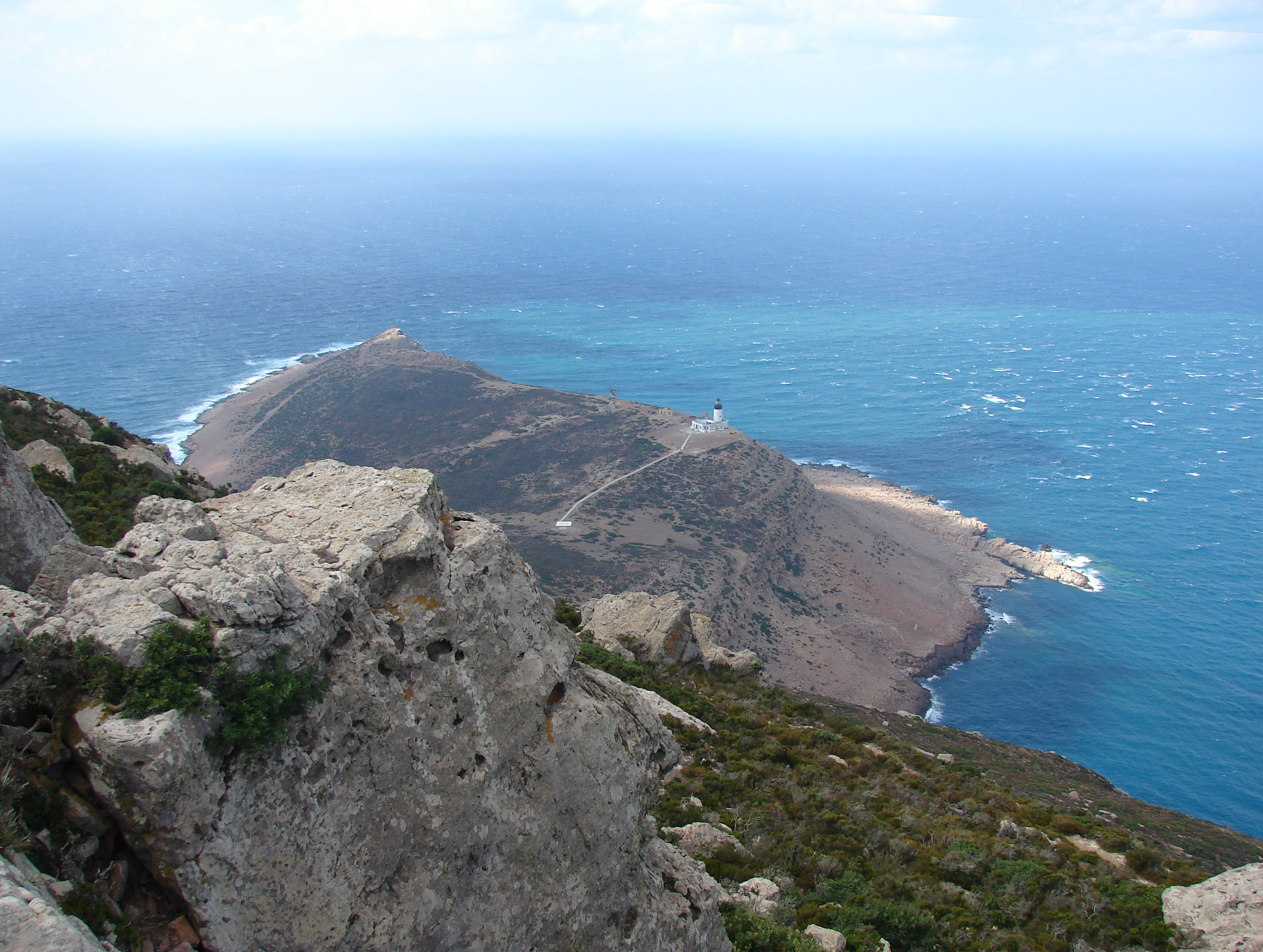
Blick auf das Mittelmeer bei Kap Bon in Tunesien

Die bedeutendsten Inselgruppen im Europäischen Mittelmeer sind von Westen nach Osten
- die Balearischen Inseln mit der Hauptinsel Mallorca, der Insel Menorca und den Pityusen, zu denen Ibiza und Formentera zählen
- einige Inselgruppen Italiens, so der Toskanische Archipel und Kampanische Archipel, die Liparischen, Ägadischen und Pelagischen Inseln
- Malta mit Gozo und einigen kleineren Inseln
- die Inseln der Lagune von Venedig
- die Kroatischen Inseln, die in Inselgruppen wie beispielsweise die Kornaten unterteilt sind
- die Ionischen Inseln
- die Ägäischen Inseln, welche selbst in weitere kleinere Inselgruppen unterteilt werden, zum Beispiel die Kykladen, Sporaden, die Saronischen und Nordägäischen Inseln
- die Kerkenna-Inseln vor der Küste Tunesiens

#### Größere Halbinseln
An der Westküste des Mittelmeers liegt die Iberische Halbinsel mit Spanien und Portugal, welche im Norden und im Westen vom Atlantik gesäumt wird und im Nordosten durch das Pyrenäengebirge mit Frankreich verbunden ist. Östlich folgt die stiefelförmige Apenninhalbinsel mit dem Großteil Italiens. Die in ihrer Ausdehnung unterschiedlich definierte Balkanhalbinsel zwischen Adria, Ägäis und dem Schwarzen Meer umfasst den Großteil Südosteuropas. Auch Kleinasien wird bisweilen als Halbinsel zwischen Schwarzem und Mittelmeer gesehen.
Deutlich kleiner dimensioniert sind Halbinseln wie Kalabrien und der Salento in Süditalien, Istrien in Kroatien (die größte Halbinsel in der Adria), der Peloponnes, Attika und Chalkidiki in Griechenland oder die Halbinsel Gallipoli im europäischen Teil der Türkei. An der weit weniger gegliederten Südküste des Mittelmeers liegen die Halbinseln Kap Bon in Tunesien und die Kyrenaika in Libyen.

#### Küstenabschnitte

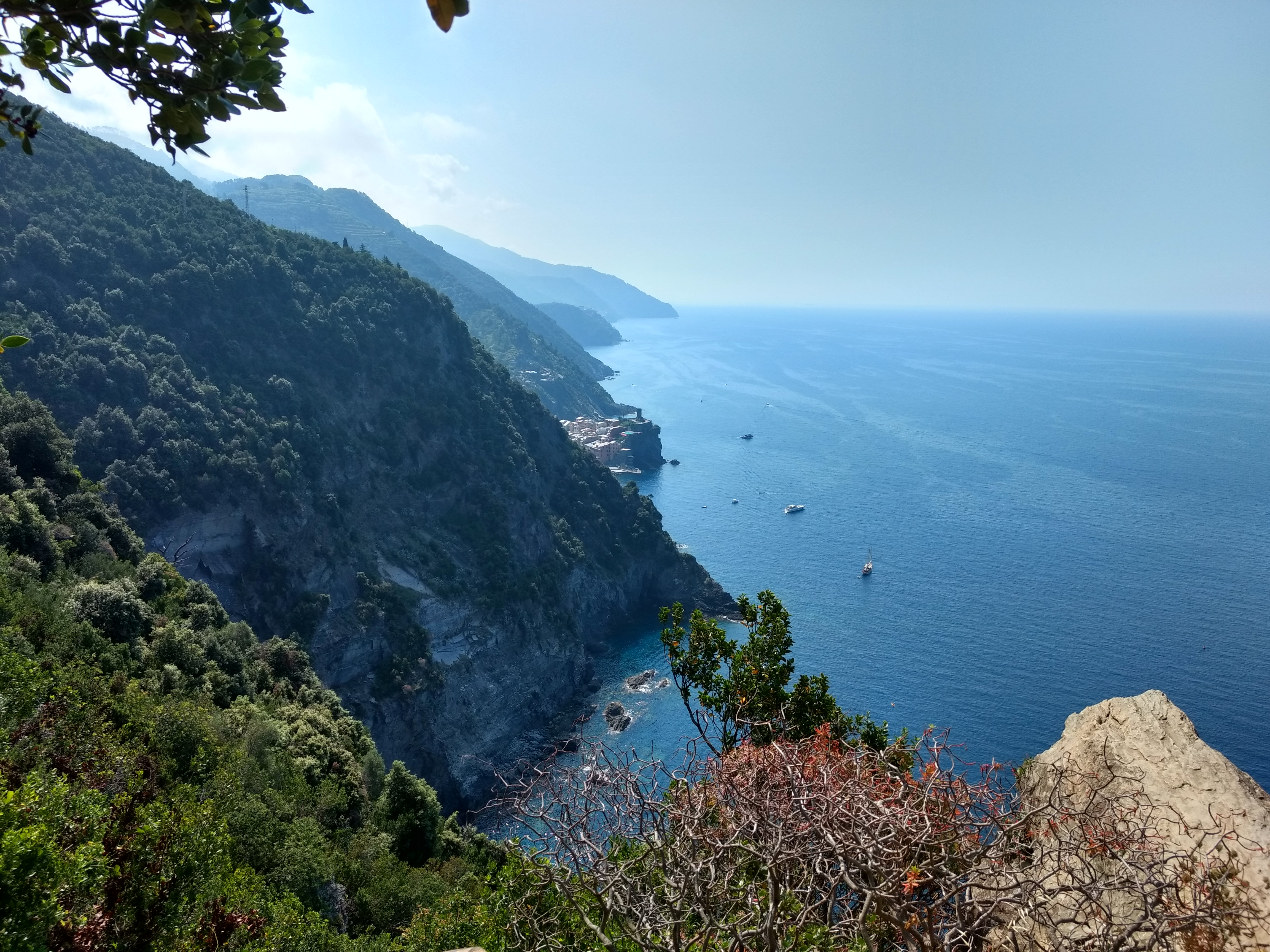
Küstenabschnitt der Cinque Terre in Italien

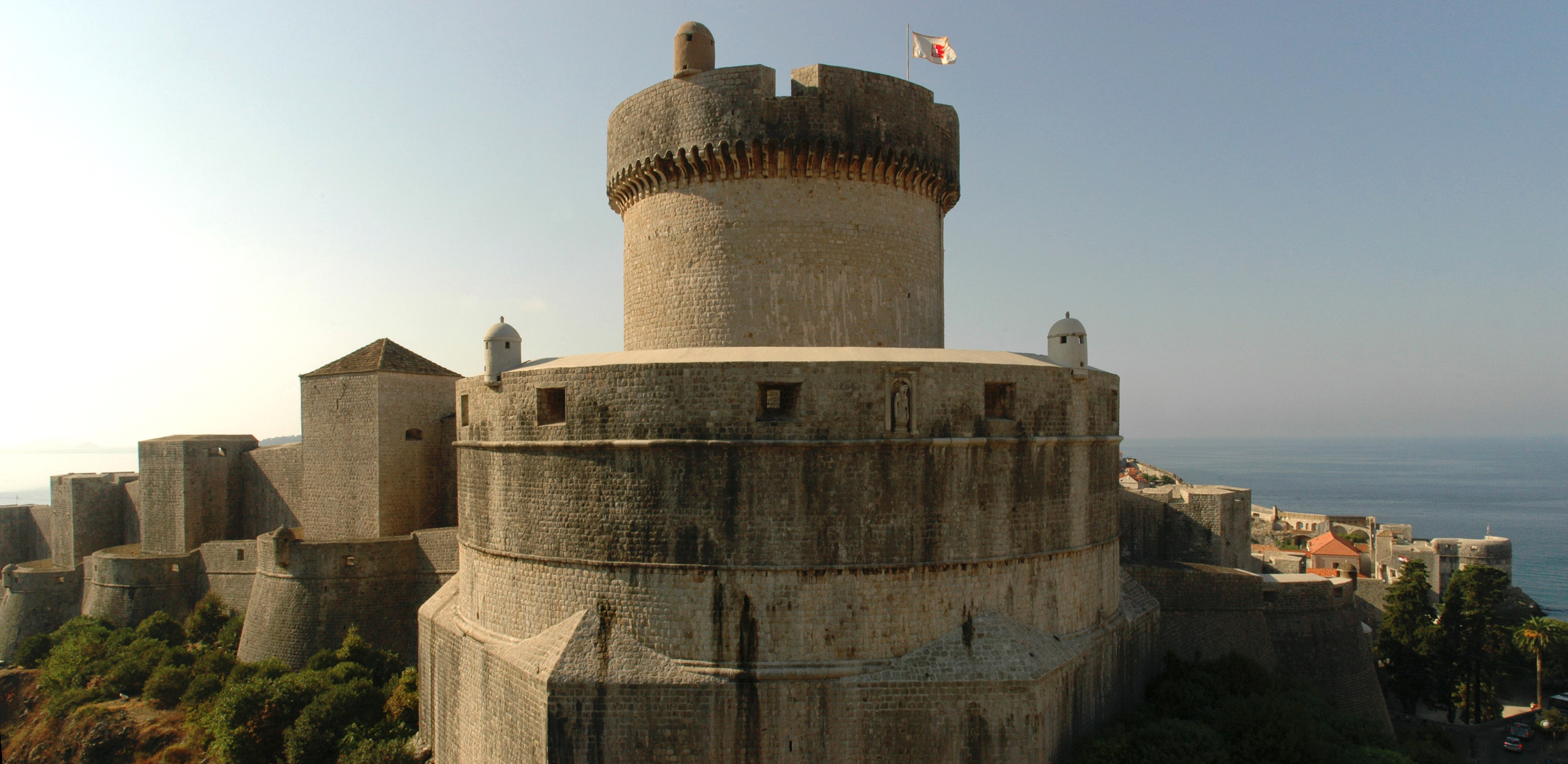
Stadtmauer von Dubrovnik in Kroatien (Region Dalmatien)

Die Küsten liegen entlang der charakteristischen Großräume des Mittelmeerraums, was die Landmasse betrifft, nämlich Iberische Halbinsel, Französische Mittelmeerküste, Apenninhalbinsel, Balkanhalbinsel, Griechenland (als Halbinsel des Balkans), Kleinasien, Levante (Naher Osten), Maghreb (Nordafrika), wobei letzterer Raum die gesamte Südhälfte der Küste einnimmt, aber deutlich weniger strukturiert ist, weil hier mit dem Atlas nur eine Gebirgsmasse die Küstenlinie bestimmt.
Bekannte Küstenabschnitte:
- Albanien: Albanische Riviera
- Frankreich: Côte d’Azur
- Italien: Italienische Riviera, Amalfiküste, Cinque Terre, Versilia
- Kroatien: Istrien, Kvarner-Bucht, Dalmatien (Kroatische Riviera)
- Monaco (Monte-Carlo)
- Spanien: Costa Brava, Costa del Sol bzw. Andalusien
- Gibraltar
- Türkei: Türkische Riviera
- Syrien, Libanon, Israel: Levante

### Zuflüsse
In das Mittelmeer bzw. in dessen Randmeere münden unter anderem folgende Flüsse und Ströme mit einer Länge von über 200 Kilometern:
| Name                           | Länge (km) | Staat an der Mündung | Teilmeer der Mündung     |
| ------------------------------ | ---------- | -------------------- | ------------------------ |
| Acheloos                       | 297        | Griechenland         | Ionisches Meer           |
| Aliakmonas                     | 297        | Griechenland         | Ägäis                    |
| Arno                           | 240        | Italien              | Ligurisches Meer         |
| Aude                           | 224        | Frankreich           | Westteil des Mittelmeers |
| Ceyhan                         | 260        | Türkei               | Levantisches Meer        |
| Cheliff                        | 700        | Algerien             | Westteil des Mittelmeers |
| Drin                           | 285        | Albanien             | Adria                    |
| Ebro                           | 925        | Spanien              | Westteil des Mittelmeers |
| Etsch/Adige                    | 415        | Italien              | Adria                    |
| Gediz                          | 405        | Türkei               | Ägäis                    |
| Göksu                          | 260        | Türkei               | Levantisches Meer        |
| Großer Mäander/Büyük Menderes  | 550        | Türkei               | Ägäis                    |
| Júcar                          | 498        | Spanien              | Westteil des Mittelmeers |
| Kleiner Mäander/Küçük Menderes | 200        | Türkei               | Ägäis                    |
| Mariza/Meriç/Evros             | 515        | Griechenland/Türkei  | Ägäis                    |
| Medjerda                       | 450        | Tunesien             | Westteil des Mittelmeers |
| Moulouya                       | 550        | Marokko              | Westteil des Mittelmeers |
| Nahr al-Asi/Orontes/Asi Nehri  | 571        | Türkei               | Levantisches Meer        |
| Neretva                        | 225        | Kroatien             | Adria                    |
| Nestos/Mesta                   | 243        | Griechenland         | Ägäis                    |
| Nil                            | 6852       | Ägypten              | Levantisches Meer        |
| Piave                          | 220        | Italien              | Adria                    |
| Pinios                         | 217        | Griechenland         | Ägäis                    |
| Po                             | 652        | Italien              | Adria                    |
| Reno                           | 212        | Italien              | Adria                    |
| Rhone                          | 812        | Frankreich           | Golfe du Lion            |
| Segura                         | 325        | Spanien              | Westteil des Mittelmeers |
| Seyhan                         | 560        | Türkei               | Levantisches Meer        |
| Struma/Strymonas               | 408        | Griechenland         | Ägäis                    |
| Ter                            | 208        | Spanien              | Westteil des Mittelmeers |
| Tiber/Tevere                   | 405        | Italien              | Tyrrhenisches Meer       |
| Turia                          | 280        | Spanien              | Westteil des Mittelmeers |
| Vardar/Axios                   | 388        | Griechenland         | Ägäis                    |
| Vjosa                          | 272        | Albanien             | Adria                    |

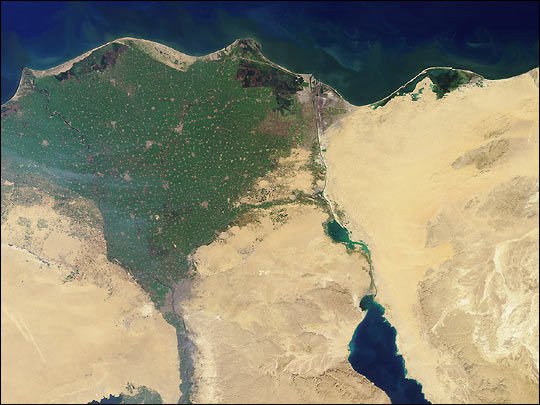
Nildelta (links) und Suezkanal (Bildmitte)

Hinzu kommen der ständige Zufluss aus dem Atlantik und der Wasserüberschuss des Schwarzen Meeres über den Bosporus und das Marmarameer. Der Netto-Atlantikzufluss beträgt ca. 70.000 m³ pro Sekunde oder 2.2e12 m³ pro Jahr, was dem rund 9,5-fachen der Zuflussmenge der einmündenden Flüsse entspricht. Ohne die Wasserzufuhr vom Atlantik würde der Wasserspiegel des Mittelmeeres um ca. 1 m pro Jahr sinken.

## Geologie

### Entstehung und Entwicklung

Die Tethys am Ende der Trias (vor etwa 200 Mio. Jahren)

Animierte Darstellung des Auseinanderbrechens der Pangaea und der Formierung der heutigen Kontinente

Das Europäische Mittelmeer ist größtenteils ein Überrest der Tethys, eines großen golfartigen Urozeans, der vom Superkontinent Pangaea umgeben war. Die Bildung des Mittelmeeres begann mit dem Auseinanderbrechen der Pangaea und der Drift der Afrikanischen Platte (damals noch Teil des großen Südkontinentes Gondwana) nach Süden während der Trias und des Jura. Dadurch öffnete sich die Tethys reißverschlussartig nach Westen. Die erneute Norddrift der mittlerweile aus dem Gondwana-Verband herausgelösten Afrikanischen Platte in der Kreide und deren Kollision mit dem Südrand Europas ab dem Paläogen führten zur zunehmenden Einengung der westlichen Tethys bzw. zur Alpidischen Gebirgsbildung. Die damit verbundene Entstehung der alpidischen Ketten in Mittel- und Südosteuropa sowie in Vorderasien (Alpen, Karpaten, Dinarisches Gebirge usw.) teilten die westliche Tethys in einen nördlichen Teil, die Paratethys, und einen südlichen Teil, der sich zum heutigen Mittelmeer entwickelte (die östliche Tethys schloss sich im Zuge der Norddrift Indiens, durch die gleichzeitig der Indische Ozean entstand). Die Kollision Afrikas (einschließlich der Arabischen Halbinsel) mit dem Südwestrand des damaligen Asiens im mittleren Miozän führte zur Trennung des Mittelmeers vom Indischen Ozean. Die Bildung der jungen Faltengebirge des Mittelmeerraumes und der Inseln sowie die Verteilung der Schelfbereiche und Tiefseebecken sind das Resultat komplexer tektonischer und geomorphologischer Prozesse, die noch nicht abschließend geklärt sind. Die im östlichen Mittelmeer erhaltene ozeanische Erdkruste des westlichen Tethysbeckens ist mit einem Alter von teilweise über 300 Mio. Jahren die älteste der Welt.
Vor etwa sechs Millionen Jahren, im Messinium (oberstes Miozän), begann das Mittelmeer auszutrocknen. Vor dem Messinium war das Mittelmeer noch nicht über die schmale Straße von Gibraltar mit dem Atlantik verbunden, sondern über wesentlich breitere Meeresarme, welche einerseits über Südspanien, andererseits südlich des Atlasgebirges führten. Als Folge der plattentektonisch bedingten Kollision Afrikas mit Südeuropa schlossen sich diese Meeresverbindungen. Durch das Zusammenspiel von ozeanographischer Isolation des Mittelmeerbeckens und dem ariden Klima in der Region verdunstete das Meerwasser zusehends und der Pegel sank. Die sich bildende Salzwüste ist heute im Meeresboden des Mittelmeeres in Form mächtiger Gips- und Salzlager dokumentiert. Einige Jahrtausende später wurde das Becken des Mittelmeers durch einströmendes Wasser aus dem Atlantik über die Straße von Gibraltar wieder gefüllt. Dieser Vorgang spielte sich wohl mehrmals vor sechs bis fünf Millionen Jahren ab. Die wiederholte Eindampfung erklärt die hohe Mächtigkeit der Salzlager. Der gesamte Zeitraum wird als die Messinische Salinitätskrise (MSC) bezeichnet.
Die Messinische Salinitätskrise resultierte in einem Faunenschnitt im Mittelmeerraum, anhand dessen bereits Charles Lyell, ohne die Ursache zu kennen, die erdgeschichtliche Grenze vom Miozän zum Pliozän festlegte. Im Miozän bestanden im Mittelmeer große Inselgruppen, zeitweise mit Landverbindungen zu Nordafrika. Diese waren zum Teil mit tropisch-afrikanischer Fauna bevölkert: Altweltaffen (Oreopithecus), Elefanten (Sizilianischer Zwergelefant), Giraffen, Flusspferde, Krokodile. Im Pliozän wurde diese Fauna weitgehend durch Einwanderungen aus Europa ersetzt, zum Beispiel durch Säbelzahnkatzen (Machairodus und Metailurus).
Im Periglazial der Würm- bzw. Weichsel-Eiszeit lag der Wasserspiegel des Mittelmeeres etwa 120 Meter tiefer als heute. Damit war das obere Ende der Adria (Caput Adriae) Festland, viele griechische Inseln waren mit Anatolien verbunden, Sardinien und Korsika bildeten eine große Insel, ebenso wie Sizilien und Malta. Östlich von Tunesien erstreckte sich eine weite Küstenebene. Vor den heutigen Mündungen von Rhone, Nil, und Ebro lagen ausgedehnte Ebenen. Der Eingang der Cosquer-Höhle mit prähistorischen Felszeichnungen liegt heute 36 m unter dem Meeresspiegel. Der glazioeustatische Anstieg des Meeresspiegels am Ende des Pleistozäns betrug etwa 0,2 cm/a.
Im frühen Holozän lag der Wasserspiegel etwa 35 Meter tiefer als heute. Die Barriere zum Schwarzen Meer wurde etwa 5600 v. Chr. überschwemmt.

### Das Mittelmeer als Sedimentbecken
Die Sedimentationsgeschichte des Mittelmeeres ist eng verknüpft mit der Entstehung der jungen Faltengebirge des Mittelmeerraumes. Letztere sind bedeutende Liefergebiete für die Sedimente, und die mit der Gebirgsbildung verbundenen tektonischen Vorgänge waren ein wichtiger Einflussfaktor für die Sedimentationsdynamik. Große Flüsse wie Ebro, Po und Rhone waren und sind wichtige Transportmedien für die Sedimente. Der Nil ist das größte in das Mittelmeer mündende Flusssystem. Er befördert pro Jahr etwa 60 Millionen Tonnen Sediment ins östliche Mittelmeer. Vor dem Bau des Assuan-Staudammes war es noch mehr.
Nicht zu unterschätzen ist auch der Eintrag von Sedimenten aus den angrenzenden Wüstengebieten (speziell der Sahara): Winde wirbeln Saharastaub auf und ein Teil davon geht über dem Mittelmeer nieder.
Eine bemerkenswerte Eigenschaft der Mittelmeer-Sedimentabfolge des Pliozäns und Quartärs ist das rhythmische Auftreten von Faulschlammablagerungen. Ursache dafür könnten Klimaschwankungen mit Abschwächung der Aridität in der Region sein. Die Existenz und Nicht-Existenz von Verbindungen zum Atlantischen und Indischen Ozean (über den Persischen Golf) waren ebenfalls von großer Wichtigkeit für die sedimentäre Evolution des Mittelmeerraumes – insbesondere hinsichtlich der Entstehung von Evaporiten (siehe oben).

## Ozeanografie

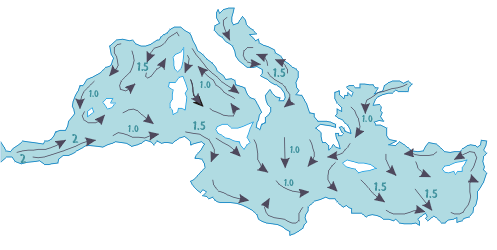
Vorherrschende Meeresströmungen, Juni

Bathymetrische Karte des Mittelmeeres

### Teilbecken
Das Mittelmeer besteht hauptsächlich aus vier größeren, mit ozeanischer Kruste unterlegten Tiefseebecken: Das Balearen-Becken, auch Algerisch-Provenzalisches Becken, das bis zu 3255 m tief ist und im westlichen Teil des Mittelmeers liegt, bildet das kleinste Becken. Im westlichen Mittelteil befindet sich das Tyrrhenische Becken im Tyrrhenischen Meer mit einer Tiefe von bis zu 3758 m. Im östlichen Mittelteil des Mittelmeers liegt das Ionische Becken im Ionischen Meer, das im Calypsotief – der tiefsten Stelle des Europäischen Mittelmeers – bis zu 5109 m tief ist. In der östlichen Region befindet sich das bis zu 4517 m tiefe Levantische Becken im Levantischen Meer.
Weitere hypersaline anoxische Tiefseebecken (englisch deep-sea hypersaline anoxic lake, DHAL) des östlichen Mittelmeers sind das L’Atalante-Becken (nebst seinen Nachbarbecken Urania und Discovery) sowie das Thetis-Becken und das Medee-Becken.

### Gezeiten
Da das Mittelmeer nur eine schmale Verbindung mit dem Atlantik hat und nur 3.500 km lang ist, hat es kaum Tidenhub. Weite Bereiche des Binnenmeeres haben einen kaum nachweisbaren Tidenhub von unter 10 cm, nur in einigen Regionen treten durch Resonanzen Werte von über 30 cm auf. Die höchsten Werte für den maximalen Tidenhub liegen um 100 cm bei Venedig, um 120 cm vor Triest und um 200 cm im Golf von Gabès.
Eine nennenswerte Gezeitenströmung gibt es nur bei der Meerenge von Gibraltar und in den Lagunen zwischen Venedig und Triest.

### Salzgehalt
Der Salzgehalt des Europäischen Mittelmeeres liegt mit rund 3,8 % höher als der des Atlantiks (mit etwa 3,5 %). Dies ist eine Folge der starken Verdunstung, die nicht durch den Süßwasserzufluss der großen Flüsse und Ströme ausgeglichen wird (man spricht in diesem Zusammenhang von einem Konzentrationsbecken). Deshalb fließt am Grund der Straße von Gibraltar ein kräftiger Salzwasserstrom in den Atlantik ab, während an der Oberfläche eine entsprechend zum Netto-Wasserverlust noch stärkere Gegenströmung salzärmeres und darum leichteres Ozeanwasser in das Mittelmeer transportiert. Der Oberflächensalzgehalt steigt von West nach Ost von 3,63 % in der Straße von Gibraltar auf 3,91 % vor der Küste Kleinasiens.

## Klima

### Überblick

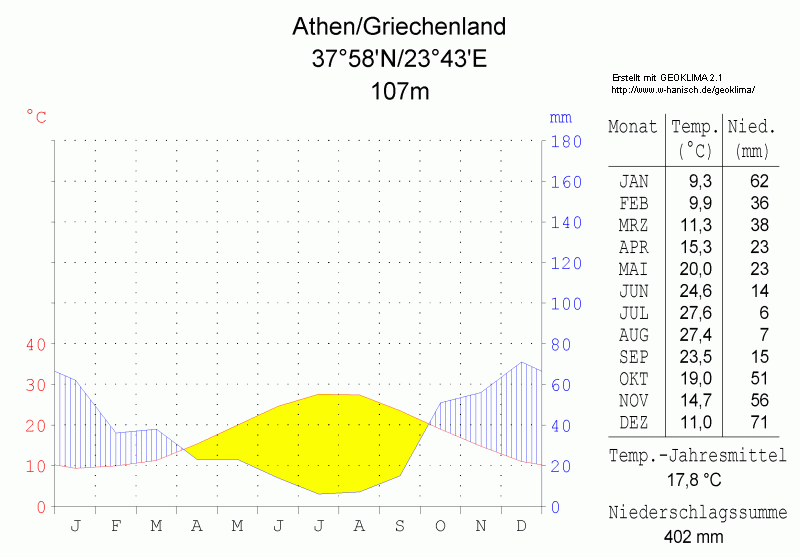
Klimadiagramm von Athen

Das Klima im Mittelmeerraum wird durch sehr warme, überwiegend trockene Sommer und niederschlagsreiche und milde Winter geprägt. Die mittleren Lufttemperaturen reichen im Sommer von 23 °C in den westlichen Gebieten bis 26 °C im Osten. Höchsttemperaturen sind 30 °C. Im Winter liegen die Werte bei 10 °C im Westen und 16 °C vor der levantinischen Küste. Die Jahresniederschläge nehmen von Westen nach Osten ab.
Fast den gesamten Sommer über herrschen unter dem Einfluss des subtropischen Hochdruckgürtels beständige Wetterlagen vor; nur im östlichen Mittelmeer (vor allem im Ägäischen Meer) führen die aus nördlichen Richtungen wehenden Etesien zu Abkühlung. Im Winter steht vor allem der westliche Teil des Mittelmeeres unter dem Einfluss der Westwindzirkulation (siehe Wind).
Von Norden her vordringende Winde mit Sturmstärke, wie etwa der Mistral in Südfrankreich, bewirken zum Teil markante Kaltlufteinbrüche. Die Bora (kroatisch Bura) ist ein trockener, kalter und böiger Fallwind an der kroatischen Adriaküste. Winde vom Bora-Typ gehören mit ihrer Häufigkeit und ihren hohen Durchschnittsgeschwindigkeiten (im Winter) an der Küste Kroatiens zu den stärksten der Welt.

### Auswirkungen der globalen Erwärmung
Die in letzter Zeit beschleunigte globale Erwärmung hat die bestehenden Umweltprobleme im gesamten Mittelmeerraum verschärft. Für fünf weit gefasste und miteinander verbundene Wirkungsbereiche (Wasser, Ökosysteme, Ernährung, Gesundheit und Sicherheit) weisen aktuelle Veränderungen und Zukunftsszenarien konsequent auf substanzielle und zunehmende Risiken in den kommenden Jahrzehnten hin.
Das Mittelmeer ist von der globalen Erwärmung stark betroffen. Eine von der Union für den Mittelmeerraum und dem Umweltprogramm der Vereinten Nationen in Auftrag gegebene Studie kam im Jahr 2019 zu dem Ergebnis, dass sich das Mittelmeer mit einem Temperaturanstieg von 1,5 °C seit dem vorindustriellen Zeitalter gegenüber dem globalen Anstieg von durchschnittlich 1,1 °C stärker erwärmte. Die Wassertemperatur stieg seit den 1970er Jahren um 0,12 bis 0,5 °C beträchtlich an.
Die Meeresoberflächentemperatur des Mittelmeeres ist zuletzt um etwa 0,4 °C pro Jahrzehnt gestiegen; verglichen mit dem Zeitraum zwischen 1961 und 1990 schwanken die Vorhersagen für das Jahr 2100 im Durchschnitt zwischen +1,8 °C und +3,5 °C. Während der Dürre und Hitze in Europa 2022 war die Oberflächentemperatur bis zu sechs Grad wärmer als sie in der Vergleichsperiode zwischen 1982 und 2011 im Durchschnitt war. In den Jahren 2023 und 2024 erwärmte sich das Mittelmeer weiter. Am 15. August 2024 wurde mit einer medianen Oberflächentemperatur von 28,9 °C einen neuen Tageshöchstwert gemessen. Der vorherige Rekord wurde im Juli 2023 mit 28,71 °C verzeichnet, womit damals der Rekord aus dem Jahr 2003 (28,25 °C) gebrochen wurde. 2025 lag die Oberflächentemperatur bereits im Juni bei 26 °C.
Die zunehmenden Wassertemperaturen wirken sich auf die Meeresfauna aus. So hat die Zahl von Schnecken-, Muschel- und anderen wirbellosen Tierarten aus der Gruppe der Mollusken entlang der israelischen Küste im Vergleich zu historischen Beständen (rekonstruiert aus Molluskenschalenresten in jungen Sedimenten) um 88 %, an einigen Stellen um bis zu 95 % abgenommen. Zwar werden diese Arten teilweise durch Arten aus dem Indischen Ozean, die über den Suez-Kanal einwandern, ersetzt, jedoch ist offen, ob dies zu einer Wiederherstellung der historischen Artenvielfalt führen wird.
Ohne zusätzliche Schutzmaßnahmen wird im Jahr 2040 der regionale Temperaturanstieg 2,2 °C betragen und in einigen Regionen im Jahr 2100 womöglich 3,8 °C überschreiten. Die Sommerniederschläge werden je nach Region um 10 bis 30 % sinken. Extremereignisse (Hitzewellen, Dürren, Überschwemmungen und Brände) werden häufiger.
Nach Berechnungen, basierend auf Pegel- und Satellitendaten, stieg der Meeresspiegel des Mittelmeeres seit 1989 aufgrund der Volumenausdehnung des Meerwassers und des Abschmelzens kontinentaler Gletscher beschleunigt an, mit einer mittleren Rate von +3,6 mm (± 0,3 mm) pro Jahr im Zeitraum 2000–2018, was in etwa dem globalen Trend in diesem Zeitraum entspricht. In Küstengebieten, in denen durch eine natürliche Absenkung der Erdkruste der Effekt dies Meeresspiegelanstiegs verstärkt wird, könnten Landverlust und die Zunahme von Salzwasserintrusion zu einem bedeutenden Verlust an Anbauflächen für die Nahrungsmittelproduktion führen. Die Versauerungsrate des Mittelmeeres wurde 2018 mit −0,018 bis −0,028 pH-Einheiten pro Jahrzehnt angegeben.

## Flora und Fauna

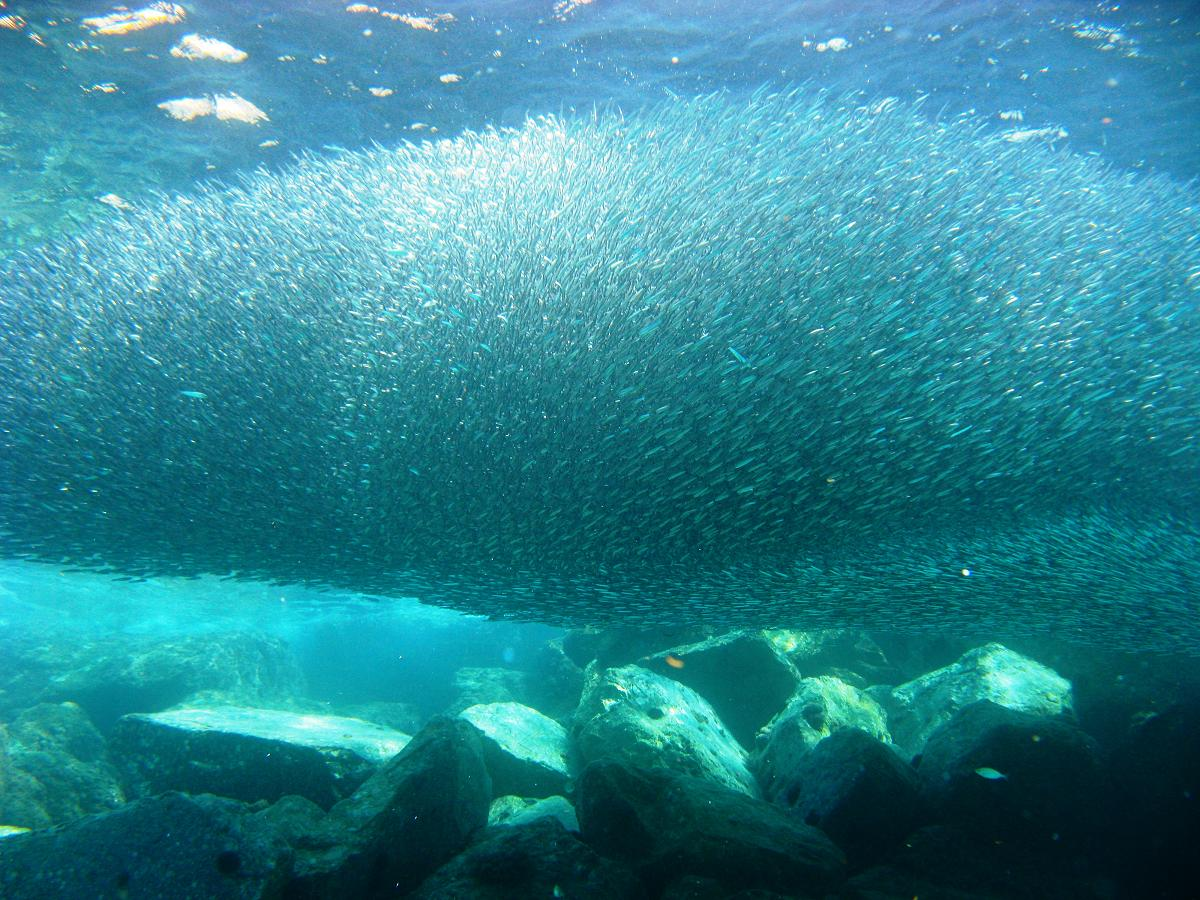
Sardellenschwarm vor der Küste Liguriens

Die Fauna des Mittelmeers ist sehr vielfältig und artenreich. Sie besteht hauptsächlich aus Fischen, Schwämmen, Nesseltieren, Weichtieren, Stachelhäutern und Gliederfüßern. Laut Schätzungen kommen im Mittelmeer etwa 700 Fischarten vor. Im Mittelmeer sind bisher 35 Haiarten nachgewiesen worden. Darunter sind auch für den Menschen potenziell gefährliche Arten wie der Weiße Hai, der Blauhai und der Kurzflossen-Mako. Die Populationsdichte dieser Arten ist jedoch gering, was vermutlich der Hauptgrund dafür ist, dass Haiangriffe im Mittelmeer extrem selten sind. Am häufigsten sind harmlose Arten, wie zum Beispiel der Kleingefleckte Katzenhai.

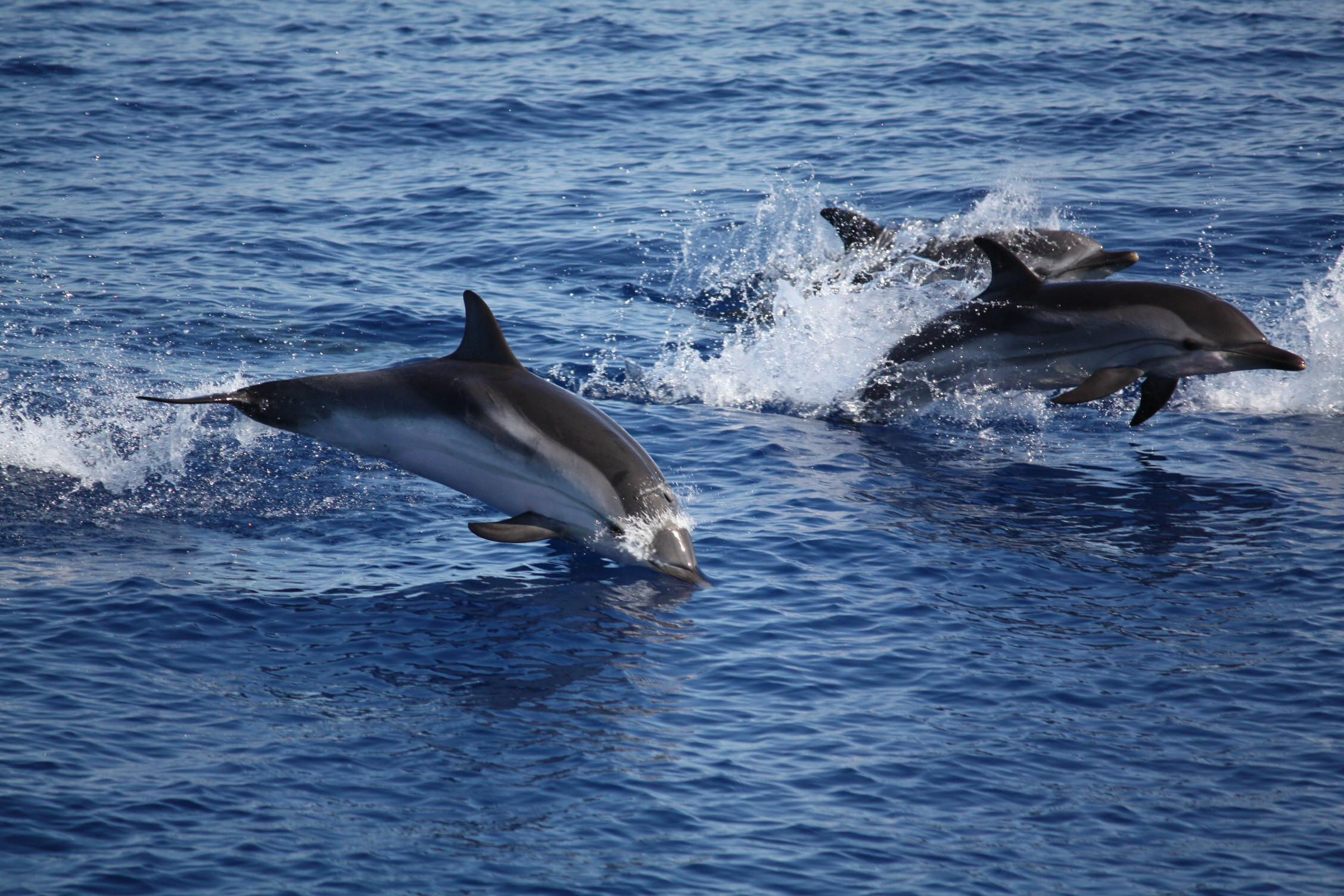
Streifendelfine vor der Nordküste Siziliens

Auch Wale kommen im Mittelmeer vor. Es konnten fünf Arten von Bartenwalen nachgewiesen werden. Im Mittelmeer ist der Finnwal der einzige Bartenwal, der regelmäßig beobachtet werden kann. Bisher wurden 16 Arten von Zahnwalen nachgewiesen. Darunter sind der Gewöhnliche Delfin, der Große Tümmler, der Grindwal und der Pottwal. Am häufigsten werden Wale und Delfine in der Straße von Gibraltar und im Ligurischen Meer beobachtet; vor allem Delfine sind im ganzen Mittelmeer beheimatet.
Die einzige Robbenart im Mittelmeer ist die Mittelmeer-Mönchsrobbe. Sie ist vom Aussterben bedroht.
Die wichtigste und gleichzeitig häufigste Gefäßpflanzenart im Mittelmeer ist das Neptungras.

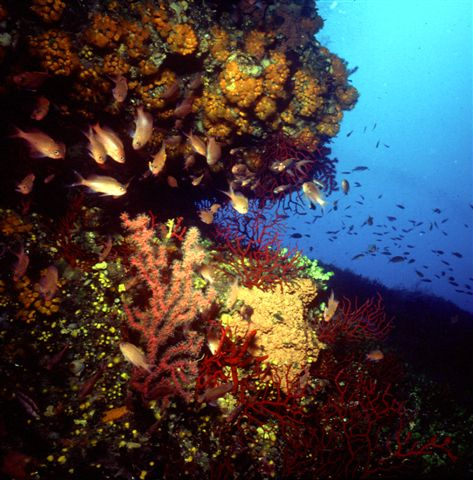
Unterwasserwelt vor der Küste Siziliens

## Einfluss des Menschen abseits der globalen Erwärmung
Das Ökosystem des Mittelmeers ist durch Überfischung bedroht. Es gehört zu den am stärksten ausgebeuteten Meeresregionen der Welt. Einige Fischarten sind laut Greenpeace bereits völlig verschwunden. Besonders Thunfische und Schwertfische sind durch die hohe Nachfrage gefährdet.
Bei den Haien sind mehr als die Hälfte der Arten vom Aussterben bedroht.
Zudem leidet das Mittelmeer an einer hohen Konzentration an Mikroplastik. Als Binnenmeer bildet es eine regelrechte „Plastikfalle“ und in den Sommermonaten wird der ohnehin hohe Mülleintrag durch den Massentourismus in den zumeist dicht besiedelten Küstenregionen verstärkt. Obwohl es nur ein Prozent der Fläche der Weltmeere einnimmt, enthält das Mittelmeer sieben Prozent des in den Weltmeeren vorhandenen Mikroplastiks. Mit 1,25 Millionen Partikeln pro Quadratkilometer ist die Mikroplastik-Konzentration viermal höher als in den Müllwirbeln in den großen Ozeanen. Der größte Eintrag von Plastikmüll im Mittelmeer geht von den Küsten und Flüssen der Türkei aus (144 Tonnen pro Tag), gefolgt von Spanien (126), Italien (90), Ägypten (77) und Frankreich (66). Am meisten Plastikmüll kommt aus der Türkei, Ägypten und Italien ins Mittelmeer.
Im Rahmen des Libanonkriegs 2006 gab es im östlichen Mittelmeer eine verheerende Ölpest.
Eine Bedrohung mit kaum zu überschätzendem Einfluss auf das Ökosystem im Mittelmeer stellt die Ausbreitung der eingeschleppten Tang-Art Caulerpa taxifolia dar, die begonnen hat, die heimischen Seegraswiesen zu überwuchern, die für die Bioproduktivität des Mittelmeeres von großer Bedeutung sind.
Weitere anthropogene Einflüsse auf das Ökosystem des Mittelmeeres sind:
- die Lessepssche Migration durch den Suezkanal
- die beschleunigte Versalzung
  - durch Verklappung der Salzrückstände aus Meerwasserentsalzungsanlagen und
  - durch Abnahme des Süßwasserzuflusses aufgrund des stetig steigenden Wasserbedarfs der Bevölkerung im Einzugsgebiet
- Rückhalt des nährstoffreichen Nilschlamms im Assuan-Staudamm
- die Eutrophierung durch die Zufuhr ungeklärter Abwässer und der daraus resultierende Sauerstoffmangel infolge von Algenblüten
- Ein hypothetischer und mit unabsehbaren Folgen verbundener Einfluss wäre im Fall seiner Verwirklichung das monumentale Staudamm-Projekt Atlantropa, das das Mittelmeer zum Zweck der Landgewinnung (an den flacheren Küsten des Mittelmeers) in der Straße von Gibraltar und bei den Dardanellen abriegelt.

## Geschichte

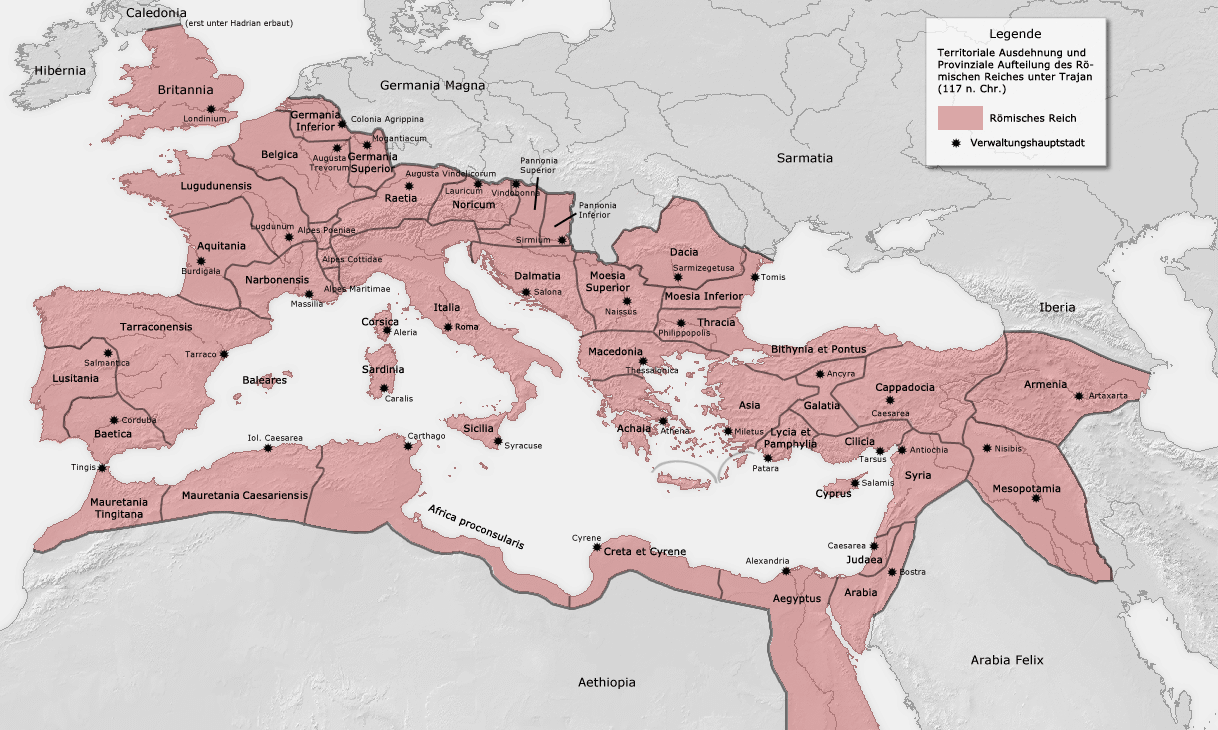
Das Römische Reich zur Zeit seiner größten Ausdehnung im Jahre 117 n. Chr.

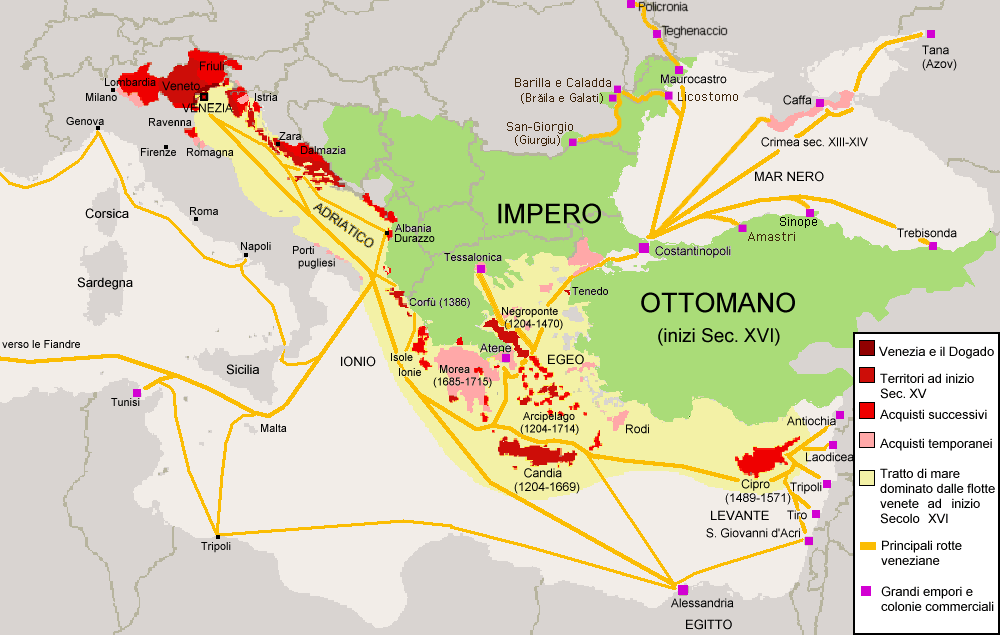
Osmanisches Reich und Venedig im 15. und 16. Jh. (die Hintergrundkarte zeigt die Grenzen der heutigen Länder)

Im 8. Jh. v. Chr. dehnte das Assyrische Reich unter König Tiglat-pileser III. seinen Herrschaftsbereich bis ins östliche Mittelmeer (Levante, Zypern und Nildelta) aus. Die Assyrer nannten das Mittelmeer „Oberes Meer des Sonnenuntergangs“ oder einfach das Obere Meer.
Wirtschaftlich und kulturell wurde der Mittelmeerraum im ersten Jahrtausend v. Chr. die meiste Zeit von den Griechen und Phöniziern dominiert. Beide Völker besaßen jedoch keine geschlossenen Großreiche, sondern waren in einzelne Stadtstaaten zersplittert. Einzige Ausnahme bei den Griechen war das Alexanderreich, das ab etwa 330 v. Chr. den gesamten östlichen Mittelmeerraum einnahm. Es bestand zwar nur wenige Jahre, festigte jedoch nachhaltig den Einfluss der griechischen Kultur in dieser Region (siehe Hellenismus). Karthago, eine phönizische Kolonie im heutigen Tunesien, entwickelte sich ab etwa 550 v. Chr. zu einem Flächenstaat, der bis ins 3. Jh. v. Chr. die Vormachtstellung im westlichen Mittelmeer innehatte (siehe Karthagisches Reich).
Ab dem Zweiten Punischen Krieg (218–201 v. Chr.) beherrschten die Römer weite Teile des Mittelmeers und nannten es mare nostrum („unser Meer“). Im Jahr 30 v. Chr. wurde Ägypten römische Provinz. Unter der Herrschaft des Kaisers Claudius (41–54 n. Chr.) wurde schließlich das antike Königreich Mauretanien (eine sehr ausgedehnte Region im Nordwesten Afrikas, die geographisch nichts mit dem heutigen Land Mauretanien zu tun hat) von den Römern erobert. Fortan umschloss das Römische Reich (Imperium Romanum) für die nächsten 300 Jahre das gesamte Mittelmeer.
Nach dem Untergang des Weströmischen Reiches im 5. Jh. blieb das Oströmische Reich, später Byzantinisches Reich genannt, zunächst Regionalmacht im östlichen Mittelmeer. Im 7. Jh. gerieten große Teile des Mittelmeerraumes unter arabische Herrschaft (siehe auch Umayyaden). Im 11. Jh. verdrängten die Türken, aus Zentralasien kommend, die Byzantiner weitgehend aus Kleinasien. 1453 eroberten sie Konstantinopel und zerschlugen das Byzantinische Reich endgültig. Nachfolgend dehnte sich das Osmanische Reich auf zahlreiche Nachfolgestaaten des Umayyaden-Kalifats aus und blieb bis ins 19. Jahrhundert hinein die bedeutendste Macht im Mittelmeerraum. Erbitterte Gegner der Türken im Kampf um die Vorherrschaft auf See im 15. und 16. Jahrhundert waren die Venezianer.
Im Laufe des 19. und frühen 20. Jh. geriet nahezu der gesamte Mittelmeerraum unter Kontrolle europäischer Mächte, insbesondere Frankreichs und Großbritanniens. Im Ersten Weltkrieg (1914–1918) und mehr noch im Zweiten Weltkrieg (1939–1945) war auch das Mittelmeer ein Kriegsschauplatz. In der zweiten Hälfte des 20. Jahrhunderts erlangten die europäischen Kolonien in Nordafrika und an der östlichen Mittelmeerküste nach und nach ihre Unabhängigkeit. Eine in mehrfacher Hinsicht besondere historische Bedeutung kommt der Gründung des Staates Israel im Jahre 1948 zu (siehe auch Nahostkonflikt).
Im 21. Jahrhundert ist das Mittelmeer Schauplatz einer Migrationsbewegung aus den gering entwickelten, armen und oft zusätzlich von politischen Krisen und Konflikten erschütterten Ländern Afrikas sowie des Nahen- und Mittleren Ostens in die hoch entwickelten, wohlhabenden und politisch stabilen Länder des westlichen Europas (siehe Flucht und Migration über das Mittelmeer in die EU und Flüchtlingskrise in Europa 2015/2016).